# Jannela Blonbou

Jannela Blondou avec l'OGC Nice face au Issy Paris Hand, le 8 novembre 2017.

Jannela Blonbou,née le 4 octobre 1998 aux Abymes en Guadeloupe, est une joueuse de handball française évoluant au poste d'arrière droite à l'OGC Nice Côte d'Azur Handball et en équipe de France.

## Biographie
Jannela Blonbou fait ses débuts au club de Zayen La de Morne-à-l'Eau en Guadeloupe. Elle passe 3 années au Pôle Espoir de la Guadeloupe et joue avec l'équipe senior. Elle remporte deux fois le Championnat de Guadeloupe en 2014 et 2015, la Coupe de Guadeloupe en 2015 et surtout le Championnat de France de Nationale 1, toujours en 2015
Elle intègre alors le centre de formation de l'OGC Nice puis joue ses premiers matchs avec l'équipe première lors de la saison 2016-2017, terminée avec 40 buts inscrits en 16 matchs de championnat.
À l'été 2017, elle est retenue en équipe de France junior pour disputer le championnat d'Europe en Slovénie. L'équipe de France remporte la compétition en dominant la Russie en finale (31-26). À titre personnel, elle est élue meilleure arrière droite du tournoi.
Jannela Blonbou intègre le groupe de l'équipe de France A lors des matches de préparation au championnat du monde 2017. Elle honore sa première sélection lors d'un match contre la Tunisie, lors duquel elle se distingue en inscrivant quatre buts,. Si elle est l'une des remplaçantes de l'équipe de France au Championnat du monde 2017, elle n'a pas participé à la compétition et n'est donc pas championne du monde.
En 2020, elle rejoint le Chambray Touraine Handball puis deux saisons plus tard le Paris 92.

## Palmarès

### En club
Compétitions nationales
- Vainqueur du Championnat de France de Nationale 1 en 2015[1]
- Finaliste du Championnat de France en 2019 (avec OGC Nice)

### En sélection
Équipes de France France jeunes et junior 
- 7e place au Championnat du monde junior en 2018
- Médaille d'or au Championnat d'Europe junior en 2017
- 6e place au Championnat du monde jeunes en 2016 (en)
- 7e place au Championnat d'Europe jeunes en 2015

### Distinctions individuelles
- Élue meilleure arrière droite du Championnat d'Europe junior 2017[5]